# Charaxes flavifasciatus
Charaxes flavifasciatus är en fjärilsart som beskrevs av Butler 1895. Charaxes flavifasciatus ingår i släktet Charaxes och familjen praktfjärilar. Inga underarter finns listade i Catalogue of Life.